# 無絲黏菌目
無絲黏菌目（Liceida或Liceales）為黏菌的一目。

## 分類
無絲黏菌目下有3個科：
- 篩黏菌科 Cribrariaceae
- 孔膜黏菌科 Enteridiaceae
- 無絲黏菌科 Liceaceae